# Lygodactylus pauliani
Lygodactylus pauliani este o specie de șopârle din genul Lygodactylus, familia Gekkonidae, descrisă de Georges Pasteur și Blanc 1991. Conform Catalogue of Life specia Lygodactylus pauliani nu are subspecii cunoscute.